# Pawnee County, Nebraska
Pawnee County är ett administrativt område i delstaten Nebraska, USA, med 2 773 invånare. Den administrativa huvudorten (county seat) är Pawnee City. Countyt har fått sitt namn efter indianstammen Pawnee.

## Geografi
Enligt United States Census Bureau har countyt en total area på 1 121 km². 1 118 km² av den arean är land och 3 km² är vatten.

### Angränsande countyn
- Richardson County - öst
- Nemaha County, Kansas - sydost
- Marshall County, Kansas - sydväst
- Gage County - väst
- Johnson County - nord
- Nemaha County - nordost

## Personer från Pawnee County
- Harold Lloyd
- Kenneth S. Wherry
- Daniel Lawrence Whitney